# Тайърджуанска битка
Тайърджуанската битка (на китайски: 臺兒莊會戰, на пинин: Tái'érzhuāng Huìzhàn) е битка от Втората китайско-японска война. Проведена е през 1938 г. между армиите на Република Китай и Японската империя. Битката е първата голяма китайска победа във войната, повдига морала на армията и нанася удар на репутацията на японската войска като непобедима сила.
Тайърджуан е разположен на източния бряг на Великия китайски канал и е пограничен гарнизон североизточно от Сюджоу. Също така е край на местната железопътна линия от Линхен. Самият Сюджоу е кръстопът на железопътната линия Дзинпу (Тиендзин–Пукоу), железната линия Лунхай (Ланджоу–Лиенюнган) и щаба на Пета военна зона.